# Otto Fiebach
Otto Fiebach (* 9. November 1851 in Ohlau, Niederschlesien; † 10. September 1937 in Königsberg) war ein deutscher Komponist.

## Leben
Fiebach war zunächst Musiklehrer an der Präparandenanstalt in Stargard, Pommern. 1885 übersiedelte er nach Königsberg i. Pr. und wirkte dort am Ostpreußischen Konservatorium. Er wurde Organist an der Altroßgärter Kirche und war von 1910 bis 1920 akademischer Musikdirektor. 1912 wurde er beauftragt, ein städtisches Orchester in Verbindung mit der neuen Stadthalle (Königsberg) zu bilden.
Fiebach hatte bei Friedrich Kiel studiert und galt als großer Kontrapunktiker. Er komponierte Oratorien und vor allem Opern, von denen in Dresden aufgeführt wurden: Bei frommen Hirten, Der Offizier der Königin, Robert und Bertram.